# Richard Travers
Richard Travers est un acteur et réalisateur canadien, né le 15 avril 1885 au poste de traite de la baie d'Hudson (Canada), mort le 20 avril 1935 à San Pedro (Californie).

## Filmographie

### Acteur
- 1914 : Through Eyes of Love
- 1912 : The Bogus Napoleon
- 1912 : The Old Chess Players : Isa
- 1912 : The Stroke Oar
- 1913 : Making a Baseball Bug
- 1913 : The Supreme Sacrifice
- 1913 : Heroes One and All
- 1913 : For His Child's Sake
- 1913 : Diamond Cut Diamond
- 1913 : Through Many Trials
- 1913 : Clarence at the Theater
- 1913 : Violet Dare, Detective
- 1913 : Tapped Wires
- 1913 : Homespun
- 1913 : The World Above
- 1913 : Broken Threads United
- 1913 : While the Starlight Travels
- 1913 : Grist to the Mill
- 1913 : In Convict Garb
- 1913 : A Matter of Dress
- 1913 : The Death Weight : Tom
- 1913 : The Diver
- 1913 : The Lost Chord
- 1913 : The Brand of Evil : Howard, her fiancé
- 1913 : The Pay as You Enter Man
- 1913 : The Heart of the Law
- 1913 : Life's Weaving
- 1913 : A Vagabond Cupid
- 1913 : The Great Game (film
- 1914 : White Lies
- 1914 : Speak No Evil
- 1914 : The Showman
- 1914 : The Price of His Honor
- 1914 : No. 28, Diplomat
- 1914 : The Hand That Rocks the Cradle
- 1914 : The Girl from Thunder Mountain
- 1914 : Fires of Fate
- 1914 : The Daring Young Person
- 1914 : The Grip of Circumstance
- 1914 : Let No Man Escape
- 1914 : Chains of Bondage
- 1914 : The Fulfillment
- 1914 : Memories That Haunt
- 1914 : Seeds of Chaos
- 1914 : The Song in the Dark
- 1914 : An Angel Unaware
- 1914 : The Chasm
- 1914 : One Wonderful Night (en)
- 1914 : A Letter from Home
- 1914 : A Clash of Virtue
- 1914 : The Seventh Prelude
- 1914 : A Gentleman of Leisure : Smith Ellicott
- 1914 : The Devil's Signature : Newspaper Reporter William Sandford
- 1914 : The Verdict
- 1914 : Through Eyes of Love : Samuel Jenkins, a Rural Lawyer
- 1914 : Mother o' Dreams
- 1914 : Whatsoever a Woman Soweth
- 1914 : Beyond Youth's Paradise
- 1914 : The Place, the Time and the Man
- 1914 : The Loose Change of Chance
- 1914 : The Fable of the Husband Who Showed Up and Did His Duty
- 1914 : The Volunteer Burglar : Tommyrot
- 1915 : The Conflict
- 1915 : Surgeon Warren's Ward
- 1915 : By a Strange Road
- 1915 : The Ambition of the Baron
- 1915 : Third Hand High
- 1915 : A Romance of the Night
- 1915 : The Dance at Aleck Fontaine's
- 1915 : The Man in Motley
- 1915 : The Wood Nymph : Norman McPherson
- 1915 : The Fable of the Demand That Must Be Supplied
- 1915 : The Other Woman's Picture
- 1915 : The Turn of the Wheel
- 1915 : The Snow-Burner
- 1915 : Blindfolded
- 1915 : Above the Abyss
- 1915 : The Romance of an American Duchess
- 1915 : The Little Deceiver
- 1915 : Vain Justice
- 1915 : La Sœur blanche (The White Sister) : lieutenant Giovanni Severi
- 1915 : Jane of the Soil
- 1915 : A Man Afraid
- 1915 : Eyes That See Not
- 1915 : The Man Trail : John Peaboady
- 1915 : Tish's Sty
- 1915 : Affinities
- 1915 : In the Palace of the King : Don Juan of Austria
- 1915 : The Reaping
- 1915 : The Undertow
- 1915 : The Night of Souls
- 1915 : Brought Home
- 1916 : Captain Jinks of the Horse Marines : Robert Carrolton Jinks
- 1916 : The Intruder
- 1916 : Unknown
- 1916 : The Lightbearer
- 1916 : The Little Shepherd of Bargain Row : Joseph Hyman
- 1916 : My Country, 'Tis of Thee
- 1916 : Lost, Twenty-Four Hours
- 1916 : Borrowed Sunshine
- 1916 : It Never Could Happen
- 1916 : What I Said Goes
- 1916 : The Egg
- 1916 : In a Looking Glass
- 1916 : The Phantom Buccaneer : Stuart Northcote / Jack Burton
- 1917 : Among Those Present
- 1917 : What Would You Do?
- 1917 : The Hoodooed Story
- 1917 : The Trufflers : Henry Bates
- 1917 : S.O.S. : John Drexel
- 1919 : The House Without Children : Richard Walker
- 1920 : The White Moll : The Adventurer / The Pug
- 1921 : The Mountain Woman : Jack Halloway
- 1921 : Le Roi des bûcherons (The Rider of the King Log) de Harry O. Hoyt : Kenneth Marthorn
- 1921 : The Single Track : Barney Hoyt
- 1922 : Big Timber
- 1922 : The Love Nest : Gordon Townley
- 1922 : White Hell : Dave Manley
- 1922 : Dawn of Revenge : Judson Hall
- 1922 : Notoriety : Tom Robbins
- 1923 : The Broad Road : 'Ten Spot' Tifton
- 1923 : The Rendezvous : Prince Sergei
- 1923 : The Acquittal : Kenneth Winthrop
- 1924 : The House of Youth : Mitch Hardy
- 1925 : Head Winds : John Templeton Arnold
- 1925 : Lightnin' : Mr. Raymond Thomas
- 1926 : The Still Alarm : Perry Dunn
- 1926 : The Dangerous Dude
- 1926 : The Truthful Sex
- 1927 : Melting Millions (en)
- 1928 : The Man Without a Face
- 1929 : The Black Watch : Adjutant
- 1929 : Le Spectre vert (The Unholy Night) : Major 'Mac' McDougal
- 1930 : The Woman Racket (en) de Robert Ober et Albert H. Kelley : Frank Wardell

### Réalisateur
- 1914 : The Verdict
- 1914 : The Real Agatha